# Хмельно (гміна)
Гміна Хмельно (пол. Gmina Chmielno) — сільська гміна у північній Польщі. Належить до Картузького повіту Поморського воєводства.
Станом на 31 грудня 2011 у гміні проживало 7124 особи.

## Територія
Згідно з даними за 2007 рік площа гміни становила 79.18 км², у тому числі:
- орні землі: 60.00%
- ліси: 13.00%

Таким чином, площа гміни становить 7.07% площі повіту.

## Населення
Станом на 31 грудня 2011:
| Опис     | Загалом | Загалом | Чоловіки | Чоловіки | Жінки | Жінки |
| -------- | ------- | ------- | -------- | -------- | ----- | ----- |
| одиниця  | осіб    | %       | осіб     | %        | осіб  | %     |
| все      | 7124    | 100     | 3621     | 50.83    | 3503  | 49.17 |
| міське   | 0       | 100     | 0        |          | 0     |       |
| сільське | 7124    | 100     | 3621     | 50.83    | 3503  | 49.17 |

## Сусідні гміни
Гміна Хмельно межує з такими гмінами: Картузи, Сераковіце, Стенжиця.